# Doris Fischer-Colbrie
Doris Fischer-Colbrie é uma artista ceramista e ex-matemática. Ela recebeu seu doutorado em matemática em 1978 pela Universidade da Califórnia em Berkeley, onde seu orientador foi H. Blaine Lawson.
Muitas de suas contribuições para a teoria das superfícies mínimas são agora consideradas fundamentais para o campo. Em particular, sua colaboração com Richard Schoen é uma contribuição marcante sobre a interação de superfícies mínimas estáveis com curvatura escalar não negativa. Um resultado específico, também obtido por Manfredo do Carmo e Chiakuei Peng, é que as únicas superfícies mínimas estáveis completas em ℝ3 são planos. Seu trabalho em superfícies mínimas instáveis forneceu as ferramentas básicas pelas quais se relaciona a suposição de índice finito a condições em subdomínios estáveis e curvatura total.
Após posições na Universidade Columbia e na Universidade Estadual de San Diego, Fischer-Colbrie deixou a academia para se tornar ceramista. Ela é casada com Schoen, com quem tem dois filhos.

## Lista de publicações
- Fischer-Colbrie, D. "Some rigidity theorems for minimal submanifolds of the sphere." Acta Math. 145 (1980), no. 1-2, 29–46.
- Fischer-Colbrie, Doris; Schoen, Richard. "The structure of complete stable minimal surfaces in 3-manifolds of nonnegative scalar curvature." Comm. Pure Appl. Math. 33 (1980), no. 2, 199–211.
- Fischer-Colbrie, D. "On complete minimal surfaces with finite Morse index in three-manifolds." Invent. Math. 82 (1985), no. 1, 121–132.